# Aeropuerto de Gaspé
El Aeropuerto de Gaspe (del inglés: Gaspé Airport) (IATA: YGP, OACI: CYGP) está ubicado a 3,5 MN (6,5 km; 4,0 mi) al oeste de Gaspe, Quebec, Canadá. Este aeropuerto no posee una torre de control pero posee una frecuencia mandatoria enlazada con servicios de vuelo de Quebec. Este aeropuerto también posee instrumentos de acercamiento para épocas de temperatura baja.

## Aerolíneas y destinos
- Air Canada Jazz
  - Ciudad de Quebec / Aeropuerto internacional Jean-Lesage de Quebec
  - Iles-de-la-Madeleine / Aeropuerto de Iles-de-la-Madeleine